# Horex Regina

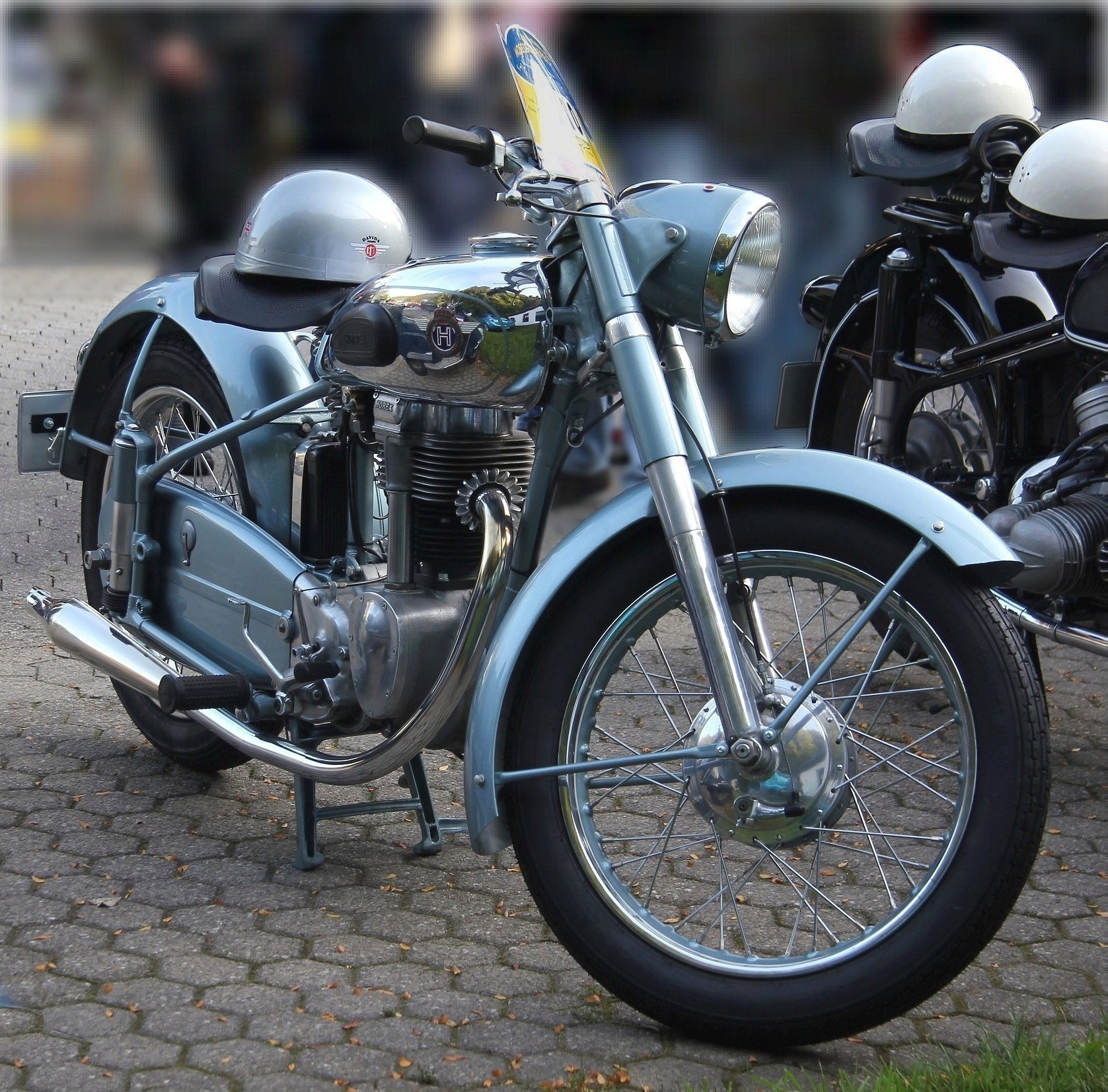
Horex Regina Sport bei der Moselschiefer-Classik des AC Mayen 2011

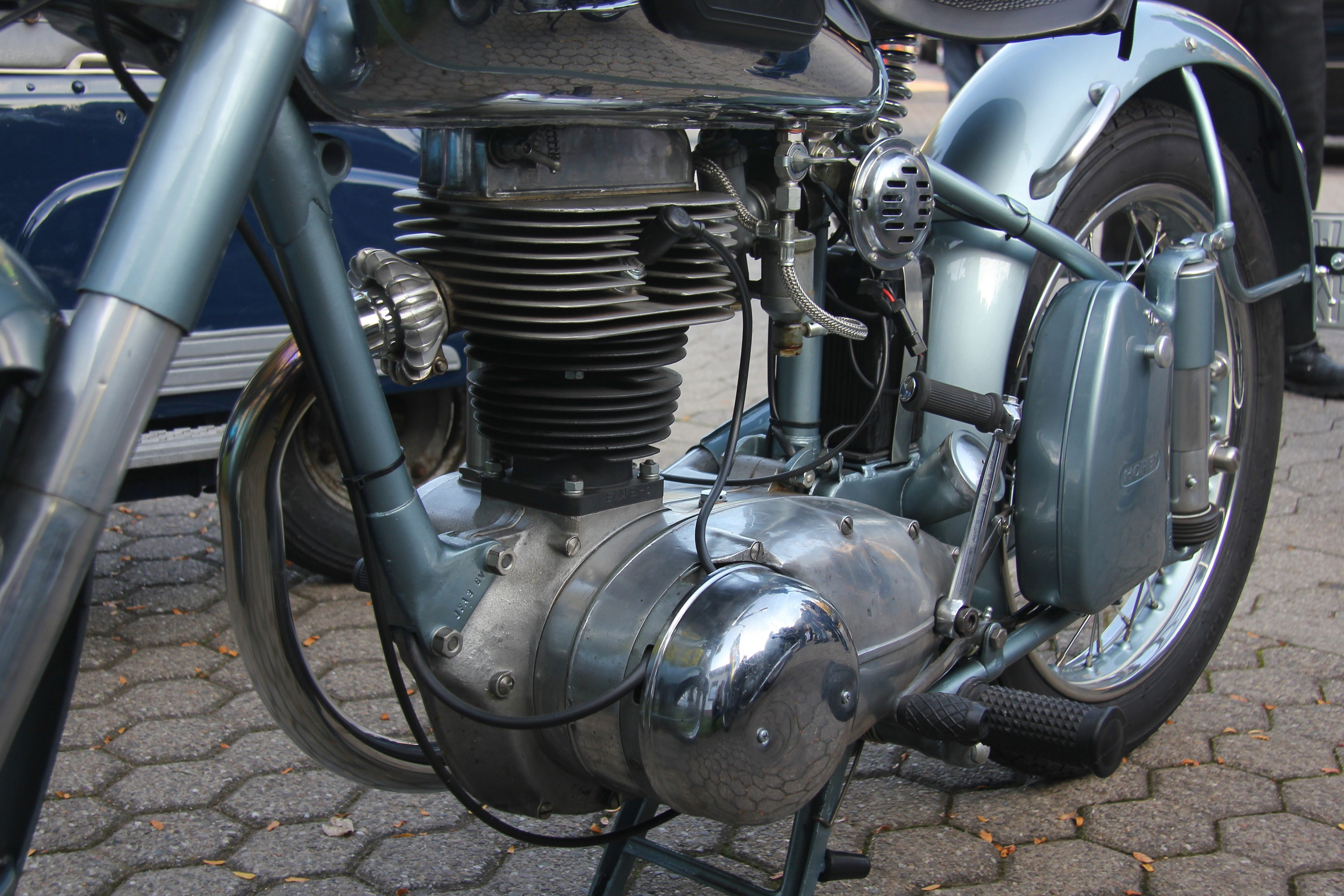
Besonderheit der „Sport“: Nur ein Auspuff. Gut zu erkennen der Verschlussdeckel des 2 l fassenden Ölbehälters und am Zylinderkopfdeckel der Seilzug des Ventilaushebers.

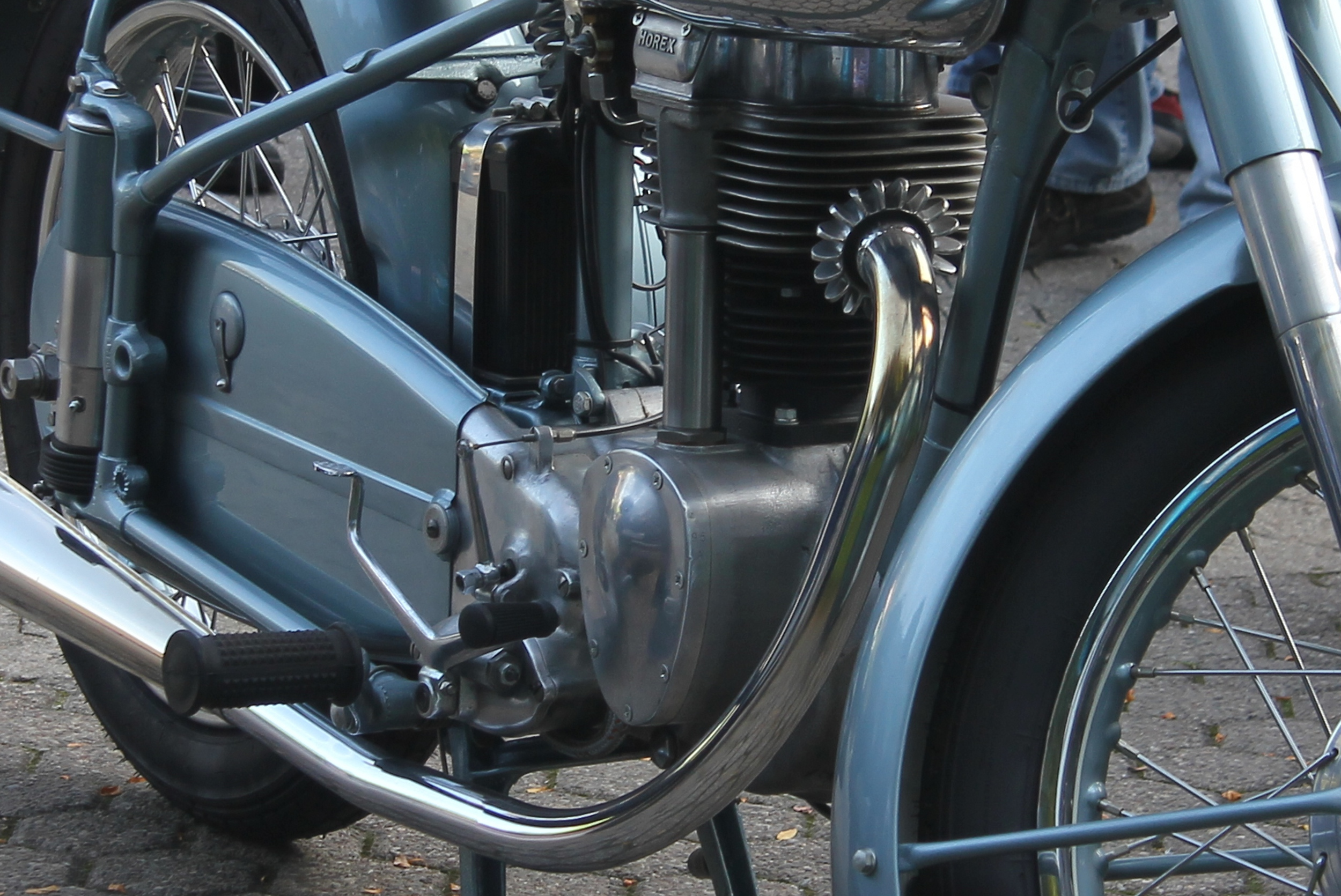
Leichtmetallzylinderkopf und – wie bei allen Regina-Modellen – Schaltwippe. Am Rahmen sind auch die Anschlusspunkte für den Seitenwagen zu erkennen.

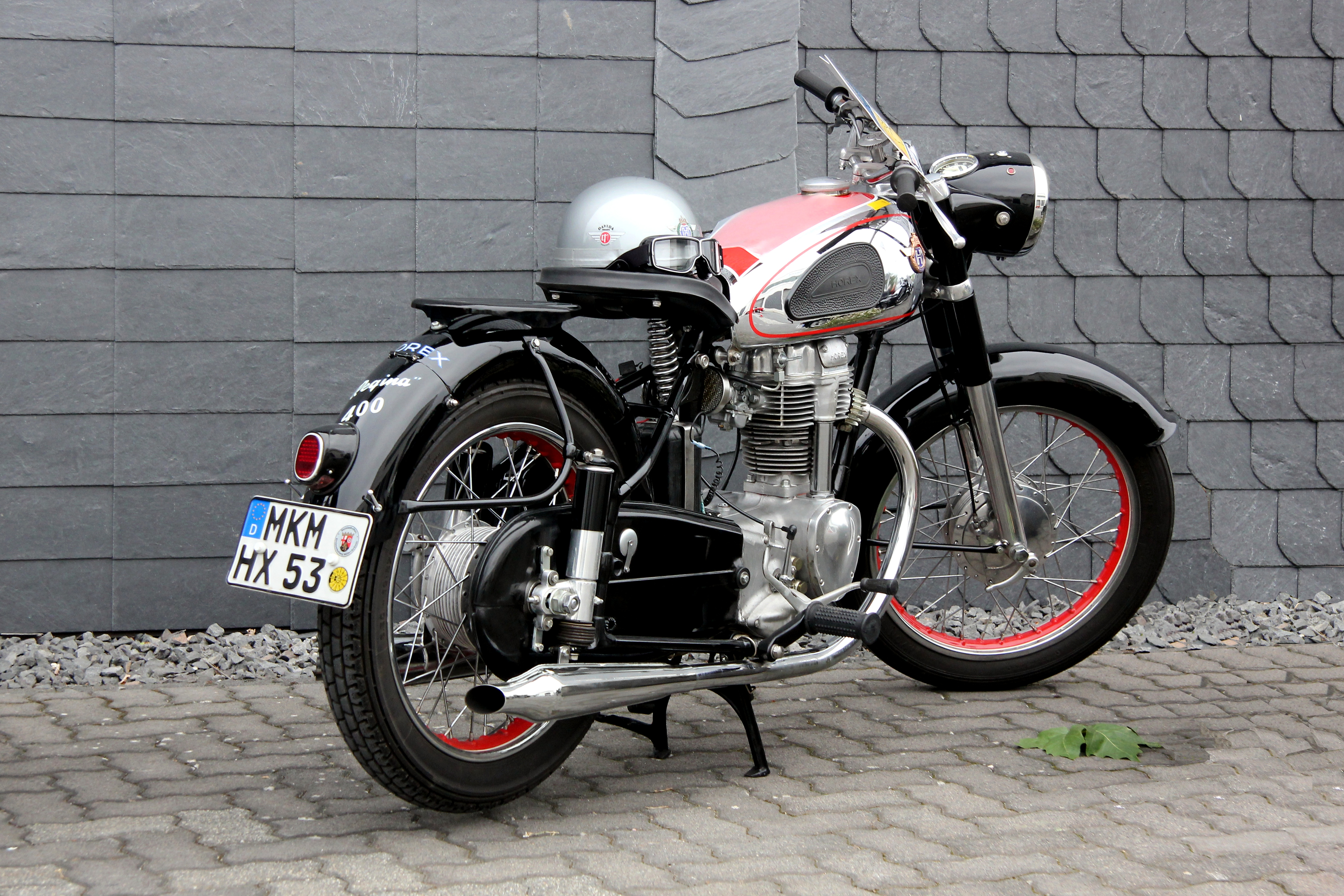
Horex Regina 400

Die Horex Regina ist ein Motorrad mit Einzylindermotor, das zwischen 1949 und 1956 vom Horex-Columbus-Werk in Bad Homburg vor der Höhe gebaut wurde. Konstrukteur Hermann Reeb, der schon in den 1930er Jahren bei Horex arbeitete, hatte das Modell aus dem Typ SB 35 entwickelt.

## Modellgeschichte
Zunächst wurde die Regina nur mit dem 342-cm³-Motor gebaut, Bohrung 69 mm, Hub 91,5 mm. Als Höchstleistung wurden 18 PS (13,2 kW) bei 5000/min angegeben. Zum Starten mit dem damals üblichen Kickstarter (an der linken Motorseite) war die Zündung mit einem Fingerhebel am Lenker auf „Spät“ zu stellen und die Luftregulierung auf „Zu“. Unmittelbar vor dem Tritt auf den Kickstarter wurde mit einem Dekompressionshebel (Ventilausheber) das Auslassventil geöffnet, um den Widerstand zu verringern, aber sofort wieder geschlossen, wenn der Kolben nach oben ging. Spätere Modelle hatten automatische Zündverstellung mit Fliehkraftregler.
Die verbesserte Ausführung mit unter anderem verbesserten Bremsen bzw. von 35 mm auf 40 mm verbreiterten Bremsbelägen und sogenanntem „Büffeltank“ mit 18 Liter Fassungsvermögen statt dem flachen 12-Liter-Tank lief unter der Bezeichnung Regina 1.
1952 erschien die Regina „Sport“ mit Aluminium- statt des bisherigen Graugusszylinderkopfs und nur einem Auslasskanal auf der rechten Seite (sogenanntes Einportsystem) im Gegensatz zu der Standardausführung mit zwei Auspuffrohren und auch zwei Schalldämpfern. Dieser Motor leistete mit unverändertem Hubraum 20 PS (14,7 kW) bei 6000/min; das Verdichtungsverhältnis war auf 7 : 1 erhöht, die Ventilfedern verstärkt und die Stahlrohrstoßstangen durch eine Ausführung aus Aluminium ersetzt worden, der Vergaser war ein Amal 27 C 1 BP mit Beschleunigungspumpe.
Ebenfalls 1952 gab es eine 250er Regina, die zunächst nur für den Export bestimmt, ab 1953 aber auch als Regina 2 in Deutschland erhältlich war, neben der Regina 3 mit dem 350-cm³-Motor. Die Leistung lag bei 17 PS. Äußerlich erkennbar war dieses Modell an dem Einportauspuff auf der linken Seite.
Stärkstes Modell der Regina-Reihe war ab 1953 die 400er. Der Motor mit einem Hubraum von 399 cm³ (Bohrung 74,5 mm, Hub 91,5 mm) leistete 22 PS (16 kW) bei 5750/min. Mit dieser Leistung erreichte das Motorrad im Solobetrieb eine Höchstgeschwindigkeit von 130 km/h, mit Seitenwagen 95 km/h. Die Regina 4 wurde bis Ende 1956 gebaut.
Ab 1953 hatten alle Regina-Modelle den Leichtmetallzylinderkopf. 1954 stellte Horex eine von Harald Oelerich für Sportfahrer entwickelte Regina mit Hinterradschwinge vor; zur Serienfertigung kam es jedoch nicht mehr.

## Motor und Getriebe
Der luftgekühlte Einzylinder-Blockmotor (Kurbelwelle, Kupplung, Getriebe, Lichtmaschine und Zündanlage in einem gemeinsamen Gehäuse) war eine Weiterentwicklung des Columbus-Motors, der Ende der 1930er und Anfang der 1940er Jahre auch in der Victoria KR 35 eingebaut war. Von der äußeren Gestaltung her lässt dieses Aggregat eine OHC-Ventilsteuerung mit Königswelle vermuten, doch in dem Schutzrohr rechts am Zylinder bewegen sich zwei Stoßstangen, die auf die Kipphebel der hängenden Ventile wirken. Die Nockenwelle der ersten Regina-Motoren wurde über eine Kette angetrieben, die jedoch schon nach kurzer Bauzeit durch Stirnräder ersetzt wurde. Über den Nocken lagen Schlepphebel und Stößel, die die Stoßstangen bewegten. Der Primärantrieb von der Kurbelwelle zum Getriebe erfolgt über eine 70-gliedrige Duplexkette (3/8 × 3/16). Hinter dem Motor befand sich der Öltank der Trockensumpfschmierung.
Die Regina hat eine Lamellenkupplung im Ölbad und ein Vierganggetriebe; die Kraft wird von einer gekapselten Kette auf das Hinterrad übertragen. Geschaltet wird rechts mit einer Fußschaltwippe. Solche Schaltwippen zur Betätigung mit Zehen und Ferse bzw. Absatz waren ungewöhnlich bzw. nur im Rennsport gebräuchlich.

## Rahmen und Aufbau
Die Horex Regina hatte einen für den Seitenwagenbetrieb geeigneten unten offenen Rohrrahmen aus nahtlos gezogenem Stahlrohr, eine hydraulisch gedämpfte Teleskopgabel und eine Geradweghinterradfederung, Vorder- und Hinterrad mit Steckachse, Leichtmetall-Vollnabenbremsen vorn und hinten. Wahlweise waren Schwingsattel oder Doppelsitzbank lieferbar.

## Technische Daten
| Horex Regina (1956)   | 250                                                                               | 350                                                                               | 400                                                                               |
| --------------------- | --------------------------------------------------------------------------------- | --------------------------------------------------------------------------------- | --------------------------------------------------------------------------------- |
| Motor                 | 1-Zylinder-Viertakt                                                               | 1-Zylinder-Viertakt                                                               | 1-Zylinder-Viertakt                                                               |
| Hubraum               | 248 cm³                                                                           | 342 cm³                                                                           | 399 cm³                                                                           |
| Bohrung × Hub         | 65 × 75 mm                                                                        | 69 × 91,5 mm                                                                      | 74,5 × 91,5 mm                                                                    |
| Leistung bei 1/min    | 17 PS (12,5 kW) bei 6640                                                          | 19,4 PS (14,3 kW) bei 6250                                                        | 22 PS (16,2 kW) bei 5750                                                          |
| Ventilsteuerung       | Untenliegende Nockenwelle, Schlepphebel, Stoßstangen, Kipphebel, hängende Ventile | Untenliegende Nockenwelle, Schlepphebel, Stoßstangen, Kipphebel, hängende Ventile | Untenliegende Nockenwelle, Schlepphebel, Stoßstangen, Kipphebel, hängende Ventile |
| Verdichtung           | 7 : 1                                                                             | 6,8 : 1                                                                           | 6,8 : 1                                                                           |
| Vergaserdurchlass     | 26 mm                                                                             | 26 mm                                                                             | 27,5 mm                                                                           |
| Kühlung               | Luftkühlung                                                                       | Luftkühlung                                                                       | Luftkühlung                                                                       |
| Getriebe              | 4-Gang-Getriebe mit Fußschaltwippe                                                | 4-Gang-Getriebe mit Fußschaltwippe                                                | 4-Gang-Getriebe mit Fußschaltwippe                                                |
| Rahmen                | Unten offener Rohrrahmen                                                          | Unten offener Rohrrahmen                                                          | Unten offener Rohrrahmen                                                          |
| Federung vorn         | Hydraulisch gedämpfte Teleskopgabel                                               | Hydraulisch gedämpfte Teleskopgabel                                               | Hydraulisch gedämpfte Teleskopgabel                                               |
| Federung hinten       | Teleskop-Geradwegfederung                                                         | Teleskop-Geradwegfederung                                                         | Teleskop-Geradwegfederung                                                         |
| Radstand              | 1390 mm                                                                           | 1390 mm                                                                           | 1390 mm                                                                           |
| Gesamtlänge           | 2120 mm                                                                           | 2120 mm                                                                           | 2120 mm                                                                           |
| Sattelhöhe            | 760 mm                                                                            | 760 mm                                                                            | 760 mm                                                                            |
| Reifen vorn/hinten    | 3.25–19                                                                           | 3.50–19                                                                           | 3.50–19                                                                           |
| Bremsen               | Leichtmetall-Vollnaben-Simplex                                                    | Leichtmetall-Vollnaben-Simplex                                                    | Leichtmetall-Vollnaben-Simplex                                                    |
| Leergewicht           | 155 kg                                                                            | 160 kg                                                                            | 165 kg                                                                            |
| Tankinhalt            | 18 l                                                                              | 18 l                                                                              | 18 l                                                                              |
| Normverbrauch         | 3,4 l/100 km                                                                      | 3,7 l/100 km                                                                      | 3,7 l/100 km                                                                      |
| Höchstgeschwindigkeit | 120 km/h                                                                          | 126 km/h                                                                          | 130 km/h                                                                          |
| Preis                 | 2220,00 DM (1954)                                                                 | 2190,00 DM (1952)                                                                 | 2585,00 DM (1954/55)                                                              |

- Verbrauch bei gleichbleibend Dreiviertel der Höchstgeschwindigkeit, auf ebener Strecke bei Windstille + 10 %.

## Horex Regina für den Rennsport
Harald Oelerich, Versuchsingenieur bei Horex, und Friedel Schön – beide Privatrennfahrer – entwickelten mit Werksunterstützung ab 1950 aus Teilen der Regina und des Vorkriegsmodells S 35 eine 350er Rennmaschine mit Einzylinder-OHV-Motor, der mit Alkohol betrieben 32 PS (23,5 kW) bei 7500/min leistete. Der Zylinder bestand wie beim Serienmodell aus Grauguss, der Zylinderkopf hingegen aus Bronze. Das von der S 35 stammende Kurbelgehäuse und das fußgeschaltete Vierganggetriebe waren getrennt angeordnet.
Die Maschine hatte einen geschlossenen Einrohrrahmen mit Versteifungen. Teleskopgabel, Hinterradfederung und Bremstrommeln entsprachen der Serie, wobei Letztere allerdings Belüftungen erhielten. Zusätzlich zur Standardausführung hatte das Rennmodell einen Drehzahlmesser, der an die Nockenwelle angeschlossen war. Weitere Besonderheiten waren ein Leichtmetalltank, Leichtmetallfelgen, eine durchgehende Sitzbank sowie Reifen der Größe 3.00 × 21″ vorn und 3.25. × 20″ hinten. Das Rennmodell wog 115 kg und erreichte eine Höchstgeschwindigkeit von 175 km/h.
Vier Motoren der 400er-Regina bilden die Basis für den Motor des Red Porsche Killer, eines Drag Bikes, das von dem Comiczeichner Rötger Feldmann bei Beschleunigungsrennen eingesetzt wurde.